# Pioggia nera (film)
Pioggia nera (黒い雨, Kuroi ame) è un film del 1989 diretto da Shōhei Imamura.
Il soggetto, tratto dall'omonimo romanzo di Masuji Ibuse, racconta la condizione dei cosiddetti hibakusha, i sopravvissuti ai bombardamenti atomici di Hiroshima e Nagasaki.

## Trama
Dopo il bombardamento atomico di Hiroshima, Yasuko, una giovane donna sopravvissuta all'esplosione, cerca di rifarsi una vita insieme allo zio Shigematsu e alla zia Shigeko. Tuttavia, le conseguenze delle radiazioni, rappresentate simbolicamente dalla "pioggia nera", incombono sul destino di tutti loro, ostacolando perfino le prospettive matrimoniali della ragazza, la cui salute resta compromessa.

## Produzione
Il film è tratto dal romanzo di Masuji Ibuse pubblicato nel 1966, basato su documenti e testimonianze reali di sopravvissuti. Le riprese si sono svolte principalmente a Hiroshima e in altre zone del Giappone rurale per ricreare l'atmosfera del dopoguerra.

## Riconoscimenti
- Festival di Cannes 1989
  - Premio della giuria ecumenica - Menzione speciale
- Awards of the Japanese Academy 1990[1]
  - Miglior film
  - Miglior regista a Shōhei Imamura
  - Miglior attore non protagonista a Kazuo Kitamura
  - Miglior sceneggiatura a Shōhei Imamura e Toshirō Ishidō
  - Miglior montaggio a Hajime Okayasu